# Tadarida
Tadarida (Rafinesque, 1814) è un genere di pipistrelli della famiglia dei Molossidi.

## Etimologia
Il termine Tadarida deriva molto probabilmente dalla parola in lingua calabrese e siciliana taddarita con il quale viene identificato il pipistrello, a sua volta derivata dall'accusativo nukteruda della parola greca nikteris. Ciò perché l'olotipo di questo genere fu catturato dal naturalista americano Rafinesque, il quale fu il primo a descriverlo e ad assegnarne il nome, durante il suo soggiorno a Palermo a partire dal 1805.

## Descrizione

### Dimensioni
Al genere Tadarida appartengono pipistrelli di piccole dimensioni, con lunghezza della testa e del corpo tra 46 e 100 mm, la lunghezza dell'avambraccio tra 38,2 e 65,2 mm, la lunghezza della coda tra 29 e 66 mm e un peso fino a 55 g.

### Caratteristiche craniche e dentarie
Il cranio presenta una scatola cranica arrotondata ed appiattita e una concavità tra le orbite. L'apertura tra i due incisivi superiori è abbastanza profonda. Il secondo premolare superiore è ben sviluppato, mentre la disposizione delle cuspidi del terzo molare superiore è incompleta e a forma di N. Le specie T.teniotis e T.brasiliensis hanno sei incisivi inferiori.
Sono caratterizzati dalla seguente formula dentaria:

### Aspetto
Il corpo è robusto, le zampe sono corte mentre i piedi sono grandi. Le ali sono lunghe, strette, con le membrane ispessite. La pelliccia è corta, il colore varia dal grigiastro al bruno-nerastro, talvolta con delle bande bianche lungo i fianchi sul ventre. In alcune forme è presente una grossa sacca ghiandolare sulla gola e dei cuscinetti carnosi sulla pianta dei piedi.  Il muso è lungo, troncato, con il labbro superiore che si estende ben oltre quello inferiore, ricoperto di diverse pieghe cutanee e piccole setole spatolate. Le orecchie sono grandi ed unite anteriormente alla base sopra la testa, con i margini anteriori uniti che formano una V. L'antitrago è ben sviluppato mentre il trago è piccolo, squadrato ed appiattito. La coda è lunga, tozza e si estende per circa la metà oltre l'uropatagio.

## Distribuzione
Il genere è diffuso nel Continente americano, Africa, Europa, Asia fino al Giappone e Indocina, Nuova Guinea ed Australia.

## Tassonomia
Il genere comprende 10 specie e alcune sottospecie.
- Le orecchie sono unite da una bassa membrana a V.
  - T.teniotis group - Il labbro superiore è ricoperto da meno di 7 pieghe cutanee profonde.
    - Tadarida fulminans
    - Tadarida insignis
    - Tadarida latouchei
    - Tadarida lobata
    - Tadarida teniotis
    - Tadarida ventralis

  - T.australis group - Il labbro superiore è ricoperto da più di 7 pieghe cutanee profonde.
    - Tadarida australis
    - Tadarida kuboriensis
- Le orecchie sono unite solo alla base.
  - T.aegyptiaca group
    - Tadarida aegyptiaca
    - Tadarida brasiliensis